# Ruch oksfordzki

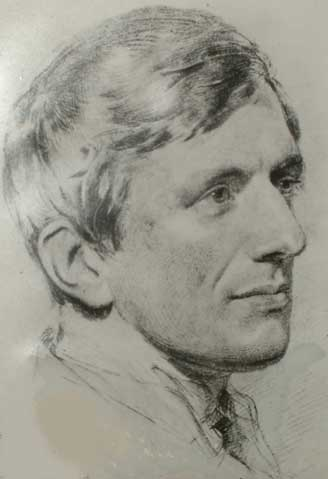
John Henry Newman w wieku 23 lat

Ruch oksfordzki (ang. Oxford Movement)  – działające w XIX wieku wpływowe stowarzyszenie członków Kościoła anglikańskiego, którego ośrodkiem był Uniwersytet Oksfordzki. Działalność stowarzyszenia przypadała na początkowy okres anglokatolicyzmu. Ruch ten miał na celu reformę anglikanizmu, sprzeciwiał się rosnącej sekularyzacji społecznej, a także starał wykazać, że Kościół anglikański jest bezpośrednim spadkobiercą "kościoła pierwotnego", wczesnochrześcijańskiego. Jego przedstawiciele byli zwolennikami katolickiej tradycji kultu, kładli nacisk na apostolski i sakramentalny charakter Kościoła, nakłaniali do tworzenia męskich i żeńskich wspólnot zakonnych. Na czele ruchu stali:
John Keble (1792–1866), św. John Henry Newman (1801–1890) oraz Edward Bouverie Pusey (1800–1882).
Rezultaty prób reformy nie były zbytnio widoczne; tendencje protestanckie i liberalne okazały się zbyt silne. Po latach działalności spora część czołowych przedstawicieli stowarzyszenia przeszła na katolicyzm.
Ruch oksfordzki w latach 1833–1841 wydawał Traktat dla Czasów (Tracts for the Times), duże zainteresowanie oraz ożywioną dyskusję ze względu na prokatolicką orientację wzbudziła rozprawa Newmana Tract 90, opublikowana w 1841 roku. Od tego powstała inna nazwa ruchu: tractarianism.
Od roku 1836 Keble, Newman, Pusey  wydawali także Bibliotekę Ojców (Library of the Fathers), która ukazywała, że ich natchnieniem był powrót do Ojców Kościoła.
Za początek ruchu oksfordzkiego uważa się wystąpienie Keble'a pt. Narodowe odstępstwo w 1833 roku, a za jego koniec wstąpienie Newmana do Kościoła katolickiego w 1845 roku.